# Ernst Nilsson
Ernst Hilding Waldemar Nilsson (Malmö, 10 de maig de 1891 - Malmö, 11 de febrer de 1971) va ser un lluitador suec que va competir a començaments del segle xx. Combinà la lluita lliure i la lluita grecoromana i va prendre part en tres edicions dels Jocs Olímpics.
El 1912 va prendre part en els Jocs Olímpics d'Estocolm, on quedà eliminat en sèries de la competició de lluita grecoromana, pes semipesant.
Vuit anys més tard, una vegada finalitzada la Primera Guerra Mundial, va disputar els Jocs d'Anvers, on va guanyar la medalla de bronze en la competició del pes pesant del programa de lluita lliure. En aquests mateixos Jocs disputà, sense sort, la competició del pes pesant de lluita grecoromana.
El 1924, a París, disputà els seus tercers i darrers Jocs Olímpics. Fou quart en les proves de pes pesant del programa de lluita lliure i lluita grecoromana.
Abans, el 1913, havia guanyat una medalla d'or al Campionat del Món de lluita grecoromana en la cateogoria de - 82,5 kg, medalla que repetí, però pel pes superior a 82,5 kg e 1922.